# Emilio Villoresi
Emilio Villoresi (Milano, 17 dicembre 1913 – Monza, 28 giugno 1939) è stato un pilota automobilistico italiano.

## Biografia
Emilio discende da una famiglia molto nota a Milano, suo padre Gaetano era infatti figlio di Eugenio Villoresi, l'ingegnere che progettò il Canale Villoresi, e il nipote di Luigi Villoresi uno dei grandi botanici e paesaggisti del XIX secolo. Emilio era il quartogenito di cinque figli, il terzogenito era il famoso Gigi Villoresi con il quale condivise la passione per i motori.

## Carriera
Emilio collaborò con il fratello Gigi, gli fece da navigatore ad inizio carriera: i due fratelli parteciparono alle 1000 Miglia del 1935 e 1936 con una Fiat 508CS Balilla Sport, ma i risultati furono deludenti. Acquistarono così una Maserati, che guidarono a turno. I risultati di Emilio furono tali da fruttargli il volante di un'Alfa Romeo della Scuderia Ferrari per la stagione 1937.
Il 28 giugno 1939 morì tragicamente sul circuito di Monza, provando un'Alfa Romeo Alfetta.